# Ма Дай
Ма Дай (马戴, дати народження й смерті невідомі) — китайський поет та державний службовець часів династії Тан, розквіт творчості припадає на 840—860-ті роки.

## Життєпис
Народився у м. Цюйян (сучасна провінція Цзянсу). Отримав гарну освіту. У 844 році за імператора У-цзуна успішно склав імператорський іспит и отримав вищу вчену ступінь цзіньши. Отримав посаду в Хуайчані (сучасна провінція Цзянсі). У 847 році імператором Сюань-цзуном звільнений з посаду й відправлений у заслання до Лун'яна (сучасне м. Ханьшоу zh:汉寿县, пров. Хунань). Повернутий до Чан'аня наступним імператором І-цзуном у 867 році. Тоді ж отримав призначення до академії Ханьлінь. Останні відомості про життя Ма Дая датуються 869 роком. Йдеться про його хворобу.

## Творчість
Був одним з визначних поетів часів «Західу Тан». Здебільшого розвивав раніше започатковані літературні форми. Основними темами віршів був опис навколишньої природу. Найбільш відомим є «Восени на річці Чуцзян: згадую про минуле», «Живу на річці Башуй, далеко від рідних місць».